# Veľká Lehota
Veľká Lehota (em húngaro: Nagyülés; alemão: Großhau ou Großhay) é um município da Eslováquia, situado no distrito de Žarnovica, na região de Banská Bystrica. Tem 18,61 km² de área e sua população em 2018 foi estimada em 1.093 habitantes.

## Demografia
| Ano:        | 1994 | 2004   | 2014   | 2024    |
| ----------- | ---- | ------ | ------ | ------- |
| Broj ljudi: | 1296 | 1253   | 1139   | 1009    |
| Razlika:    |      | -3,31% | -9,09% | -11,41% |

| Ano:               | 2023 | 2024   |
| ------------------ | ---- | ------ |
| Número de pessoas: | 1018 | 1009   |
| Diferença:         |      | -0,88% |